# 側眼鱧
側眼鱧為輻鰭魚綱鱸形目鱧科的其中一種，分布於亞洲印尼蘇門答臘及婆羅洲的淡水流域，本魚成魚具綠色的金屬光澤，體具有5個鑲黑邊的黃色圓斑，1個在鰓蓋處，3個在體側，1個在尾柄處，體背部具有網狀斑，體長可達40公分，棲息在清澈的水域，屬肉食性。

## 擴展閱讀
維基物種上的相關：側眼鱧